# Cournon
Cournon (bret. Kornon) – miejscowość i gmina we Francji, w regionie Bretania, w departamencie Morbihan.
Według danych na rok 1990 gminę zamieszkiwało 521 osób, a gęstość zaludnienia wynosiła 48 osób/km² (wśród 1269 gmin Bretanii Cournon plasuje się na 815. miejscu pod względem liczby ludności, natomiast pod względem powierzchni na miejscu 810.).